# Tarbíček pákistánský
Tarbíček pákistánský (Salpingotulus michaelis) je hlodavec z čeledi tarbíkovitých (Dipodidae) původem ze střední Asie. Jde o jediný druh rodu Salpingotulus. Synonymním pojmenováním je Salpingotus michaelis.

## Popis
Tarbíček pákistánský měří 35 až 50 mm, délka ocasu pak činí 70 až 90 mm, délka uší 6 až 11 mm. Celková tělesná hmotnost osciluje kolem 4 g. Podle webu Golden Book Of World Records představuje tento druh nejmenšího žijícího hlodavce. Stejně jako mnoho jiných zástupců čeledi, i tarbíček pákistánský má nápadně zvětšené zadní tlapy, jež mohou být dlouhé kolem 20 mm a mají růžové zbarvení. Srst je na svrchních partiích pískově hnědá až žlutohnědá, zespodu bílá. Konec ocasu zdobí střapec z dlouhé srsti. Tarbíček pákistánský má, stejně jako zástupci rodu Salpingotus, na zadních končetinách pouze tři prsty. Přední tlapy nesou prsty čtyři. Tlapy na zadních končetinách porůstají chomáče srsti.

## Výskyt
Tarbíček pákistánský se vyskytuje v pákistánském Balúčistánu, snad i v sousedních regionech Afghánistánu. Žije v horách a na náhorních plošinách v nadmořské výšce 1000 až 1500 metrů. Jeho přirozeným stanovištěm jsou pouště s řídkou vegetací.

## Chování
Jde o noční zvířata, přes den odpočívající v podzemních norách. Na zemi se typicky pohybují skoky. Tarbíček pákistánský může upadnout do stavu torporu, ale nehibernuje. Vytváří menší skupiny, které sdílejí podzemní systém chodeb, nebo má každý jedinec svou vlastní noru a překrývají se pouze území nad zemí. Jídelníček tvoří semena a trávy, občas i další rostlinné složky, jsou-li k dispozici. Samice rodí jeden nebo dva vrhy ročně, přičemž na jeden vrh připadají dvě až čtyři mláďata. Jedinci chovaní v malých skupinách v zajetí se k sobě často choulili.

## Ohrožení
Tarbíček pákistánský není příliš hojným druhem, ačkoli velikost jeho populace zůstává neznámá. Podle IUCN jde o druh, o němž chybí údaje ke konkrétnímu vyhodnocení stavu ohrožení.